# Dobročinný řád afrického osvobození
Dobročinný řád afrického osvobození (anglicky: Humane Order of African Redemption) je státní vyznamenání Liberijské republiky. Řád byl založen roku 1879 prezidentem Anthonym W. Gardinerem. Udílen je za humanitární práci v Libérii. 

## Historie a pravidla udílení
Řád byl založen pod názvem Řád afrického osvobození dne 13. ledna 1879 prezidentem republiky Anthonym W. Gardinerem. Nahradil tak již dříve založenou Medaili osamělé hvězdy. V roce 1897 byl oficiální název řádu pozměněn. V roce 1956 byl řád reformován.
Udílen je občanům Libérie i cizím státním příslušníkům za humanitární práci v Libérii, za činy podpory a pomoci liberijskému národu a osobám, které se významně zasloužily o emancipaci Afroameričanů a zajištění jejich rovnoprávnosti.

## Třídy
Zpočátku měl řád jedinou třídu, od roku 1956 je udílen ve třech řádných třídách:
- velkokomandér (Grand Commander) – Řádový odznak se nosí na široké stuze spadající z pravého ramene na protilehlý bok. Řádová hvězda se nosí nalevo na hrudi.
- rytíř komandér (Knight Commander) – Řádový odznak se nosí na stuze kolem krku. Menší řádová hvězda se nosí na hrudi.
- důstojník (Officer) – Řádový odznak se nosí na stužce s rozetou nalevo na hrudi.

## Insignie
Řádový odznak má tvar bíle smaltované hvězdy s cípy zakončenými zlatými kuličkami. Mezi cípy jsou shluky různě dlouhých zlatých paprsků. Uprostřed je kulatý medailon. Na přední straně jsou v medailonu zobrazeni dva černoši s přetrženými řetězy na nohou modlící se u vztyčeného kříže. Medailon je lemován zeleně smaltovaným věncem. Na zadní straně je ve středovém medailonu motiv státního znaku Libérie. Na této straně je medailon lemován bíle smaltovaným kruhem s nápisem nesoucím motto řádu THE LOVE OF LIBERTY BROUGHT US HERE (přivedla nás sem láska ke svobodě). Ke stuze je připojen pomocí přechodového prvku v podobě zeleně smaltovaného věnce ze dvou olivových větviček.
Řádová hvězda se shoduje s odznakem, chybí pouze přechodový prvek. Ve středovém medailonu hvězdy je výjev modlících se lidí.
Stuha je červená a na obou okrajích je lemovaná úzkým modrým pruhem a trojicí úzkých bílých pruhů.